# Xoc de civilitzacions

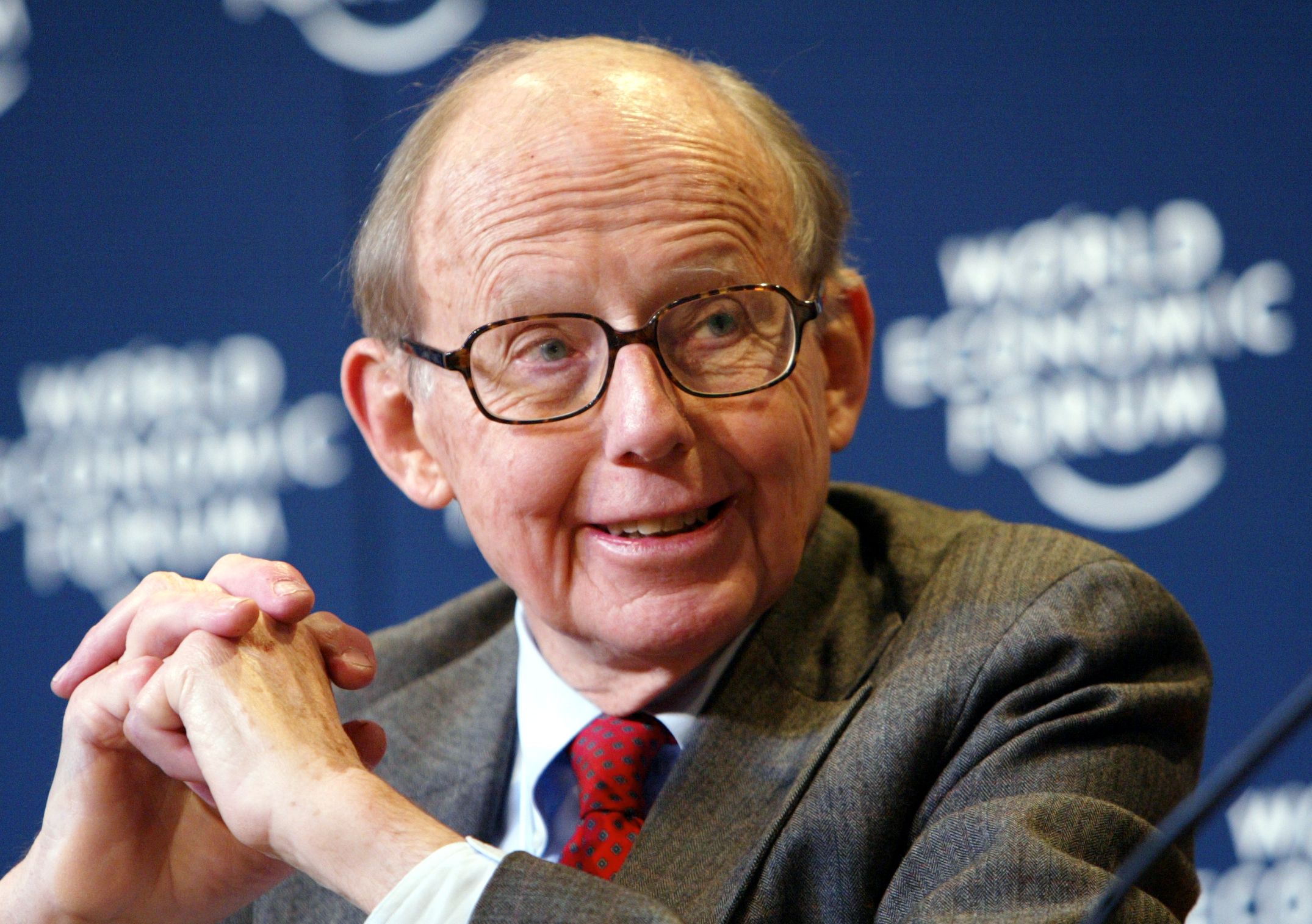
Samuel P. Huntington al Fòrum Mundial d'Economia de 2004

El Xoc de civilitzacions (en anglès Clash of Civilizations, COC) és una hipòtesi que assegura que les identitats culturals i polítiques seran la principal font de conflicte en el món posterior a la Guerra Freda. Va ser proposada pel politòleg estatunidenc Samuel P. Huntington en una conferència el 1992 a l'American Enterprise Institute, que més tard seria desenvolupada en un article, publicat a la revista Foreign Affairs el 1993, titulat "The Clash of Civilizations?" (El xoc de civilitzacions?), en resposta al llibre del seu antic estudiant, Francis Fukuyama, que el 1992 publicava La fi de la Història i l'últim home. Huntington, finalment, ampliaria la seva tesi en un llibre, publicat el 1996, titulat The Clash of Civilizations and the Remaking of World Order (El xoc de civilitzacions i la reformulació de l'ordre mundial).
Aquesta frase va ser utilitzada, amb anterioritat, per Albert Camus, el 1946, i per Bernard Lewis, en un article de setembre de 1990 publicat a The Atlantic Monthly, titulat "The Roots of Muslim Rage" (Les arrels de la ràbia musulmana). Fins i tot, el 1926, la frase apareix en un llibre sobre l'Orient Mitjà de Basil Mathews: Young Islam on Trek: A Study in the Clash of Civilizations (p. 196).
Aquesta expressió deriva del concepte "xoc de cultures" ("clash of cultures"), utilitzat ja en època colonial i durant la Belle Époque.

## Principals civilitzacions segons Huntington

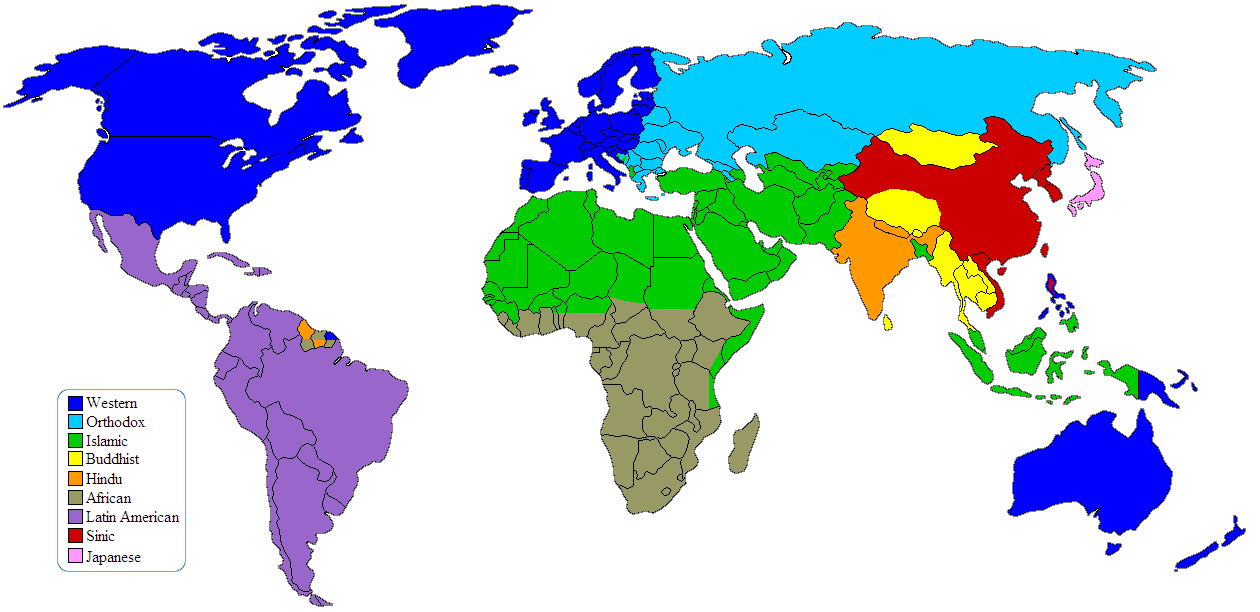
El xoc de civilitzacions segons Huntington (1996), tal com es presenta al llibre.

Huntington va dividir el món en "civilitzacions principals" de la següent manera:
- Occident, que inclou els Estats Units i el Canadà, l'Europa occidental i central, i Oceania. Tot i que els països de l'Amèrica llatina i els antics membres de la Unió soviètica hi són inclosos, o es troben en civilitzacions diferents, segons Huntington s'han de tenir en consideració en un futur. El punt de vista tradicional d'occident identifica la civilització occidental amb el cristianisme occidental (Catòlic-Protestant).[7]
- Amèrica Llatina. Inclou l'Amèrica central, l'Amèrica del Sud (excloent Guyana, Suriname i a Guaiana Francesa), Cuba, la República Dominicana i Mèxic. Pot considerar-se com una part de la civilització occidental. Moltes persones del Con Sud es defineixen a si mateixes com membres plens de la civilització occidental.
- El món de l'Església Ortodoxa de l'antiga Unió Soviètica, l'ex-Iugoslàvia (amb les excepcions de Croàcia i Eslovènia), Bulgària, Xipre, Grècia i Romania.
- El món oriental, que consisteix en una barreja de les civilitzacions budista, xinesa, hindú i japonesa.
  - Les àrees budistes de Bhutan, Cambodja, Laos, Mongòlia, Myanmar, Sri Lanka i Tailàndia s'identifiquen separadament d'altres civilitzacions, però Huntington creu que no constitueixen una civilització important en el sentit de les relacions internacionals.
  - La civilització confuciana de la Xina, les dues Corees, Singapur, Taiwan i el Vietnam. Aquest grup també inclou la diàspora xinesa, especialment en relació amb el sud-est asiàtic.
  - La civilització hindú, situada a l'Índia, Bhutan i el Nepal, i amb el suport de la diàspora índia.
  - Japó és considerat una societat i una civilització per si mateix.
- El Món islàmic, compost per tots els països de majoria musulmana del món.
- La civilització de l'Àfrica subsahariana, que engloba els països situats a la part meridional, central (excloent el Txad) i oriental del continent (excloent Etiòpia, les Comores, Maurici i la costa Swahili de Kenya i Tanzània), Cap Verd, Ghana, Costa d'Ivori, Libèria i Sierra Leone. És considerada com una possible 8a civilització per Huntington.
- En lloc de pertànyer a una civilització més gran, Etiòpia i Haití estan marcats com països solitaris. Israel pot ser considerat com un únic estat amb la seva pròpia civilització, segons escriu Huntington, però que és extremadament semblant a l'Occident. Huntington també creu que el Carib anglòfon, concretament les antigues colònies britàniques, constitueixen una entitat diferent.
- També hi ha uns països considerats intermedis ("cleft countries"), perquè contenen grans grups que s'identifiquen amb civilitzacions diferents. Els exemples principals són l'Índia (amb majoria hindú i minoria destacada musulmana); Ucraïna (majoria catòlica a l'occident i majoria ortodoxa a l'orient); França (per la regió de la Guaiana francesa); Benín, el Txad, Kenya, Nigèria, Tanzània i Togo (tots aquests dividits entre l'Islam i la civilització subsahariana); Guyana i Surinam (barreja entre hindú i l'Àfrica subsahariana), Sri Lanka (barreja entre hinduisme i budisme), etc.